# Stenotabanus minusculus
Stenotabanus minusculus är en tvåvingeart som först beskrevs av Krober 1930.  Stenotabanus minusculus ingår i släktet Stenotabanus och familjen bromsar. Inga underarter finns listade i Catalogue of Life.